# Новороссийское (Херсонская область)
Новороссийское (укр. Новоросійське) — село в Лазурненской поселковой общине Скадовского района Херсонской области Украины.
В 2022 году, во время вторжения России на Украину, село было захвачено. На данный момент находится под оккупацией ВС РФ.
Население по переписи 2001 года составляло 737 человек. Почтовый индекс — 75721. Телефонный код — 5537. Код КОАТУУ — 6524780503.

## Местный совет
75721, Херсонская обл., Скадовский р-н, с. Владимировка, ул. Советская, 26